# (159) Aemilia
(159) Aemilia ist ein Asteroid des äußeren Hauptgürtels, der am 12. Juli 1876 vom französischen Astronomen Paul-Pierre Henry am Pariser Observatorium entdeckt wurde.
Der Asteroid wurde wahrscheinlich benannt nach der berühmten Römerstraße „Via Aemilia“, die von Piacenza nach Rimini führte (I. van Houten-Groeneveld). Karl Ludwig von Littrow (Wunder des Himmels, 6. Aufl., Berlin 1878) stellte ironisch fest: „Mit dem Namen begegnet man auf mythologischem Gebiet nur einer Dienerin der Vesta, die vom Paten wohl kaum gemeint war.“

## Wissenschaftliche Auswertung
Mit Daten radiometrischer Beobachtungen im Infraroten am Kitt-Peak-Nationalobservatorium in Arizona vom März 1976 wurden für (159) Aemilia erstmals Werte für den Durchmesser und die Albedo von 140 km und 0,04 bestimmt. Aus Ergebnissen der IRAS Minor Planet Survey (IMPS) wurden 1992 Angaben zu Durchmesser und Albedo für zahlreiche Asteroiden abgeleitet, darunter auch (159) Aemilia, für die damals Werte von 125,0 km bzw. 0,06 erhalten wurden. Eine Auswertung von Beobachtungen durch das Projekt NEOWISE im nahen Infrarot führte 2011 zu vorläufigen Werten für den Durchmesser und die Albedo im sichtbaren Bereich von 127,4 km bzw. 0,06. Ein Vergleich von Daten, die von 1978 bis 2011 an der Sternwarte Ondřejov in Tschechien und am Table Mountain Observatory in Kalifornien gesammelt wurden, mit den Daten von NEOWISE führte 2012 zu Werten für den Durchmesser und die Albedo von 127,3 km bzw. 0,06. Nach neuen Messungen mit NEOWISE wurden die Werte 2014 auf 125,2 km bzw. 0,06 geändert. Nach der Reaktivierung von NEOWISE im Jahr 2013 und Registrierung neuer Daten wurden die Werte 2016 angegeben mit 112 oder 118 km bzw. 0,05, diese Angaben beinhalten aber hohe Unsicherheiten. Eine Untersuchung von 2020 bestimmte aus einer Sternbedeckung durch (159) Aemilia vom 2. Mai 2009 einen Durchmesser von 132 ± 2 km.
Photometrische Beobachtungen von (159) Aemilia erfolgten erstmals am 1. und 4. Februar 1981 am Table Mountain Observatory in Kalifornien. Aus den lückenhaften Daten konnte aber nur abgeschätzt werden, dass die Rotationsperiode etwas größer als 20 h sein dürfte. Aus Messungen vom 21. bis 24. November 2006 am Oakley Observatory des Rose-Hulman Institute of Technology in Indiana wurde aus der Lichtkurve des Asteroiden allerdings eine deutlich kürzere Rotationsperiode von 16,37 h bestimmt. Neue Beobachtungen erfolgten vom 26. Oktober 2012 bis 6. Januar 2013 am Organ Mesa Observatory in New Mexico. Die sich über eine lange Zeitspanne erstreckenden Beobachtungen ermöglichten es, die bei einer Rotationsperiode von nahezu einem Tag in kürzeren Zeiträumen wenig veränderliche Lichtkurve genauer aufzulösen und so eine Rotationsperiode von 24,476 h zu bestimmen. Details in der sehr detaillierten Lichtkurve ermöglichten es auch, eine Rotationsperiode von etwa 16 Stunden ebenso sicher auszuschließen wie Werte um 36 oder 48 Stunden.
Aus einer Zusammenarbeit des Observatoriums Borówiec in Polen mit einem internationalen Netzwerk von Observatorien konnte in einer Untersuchung von 2015 für (159) Aemilia eine Rotationsperiode von 24,485 h bestimmt werden. Mit Daten von Gaia DR2 aus dem Zeitraum 8. Januar bis 23. Oktober 2015 in Verbindung mit erdgebundenen Beobachtungen konnte dann in einer Untersuchung von 2022 die Rotationsperiode mit einem Wert von 24,4822 h erneut bestätigt werden.
Unter Einbeziehung aller Beobachtungen von (159) Aemilia von 1981 bis 2013 und eigenen Beobachtungen aus 2014 und 2015 wurde daraufhin in einer Untersuchung von 2018 sowohl ein konvexes als auch ein nicht-konvexes Gestaltmodell des Asteroiden erstellt und alternative Lösungen für die räumliche Lage der Rotationsachse des Asteroiden mit prograder Rotation berechnet. Für die Rotationsperiode wurde ein Wert von 24,486 h gefunden, für den Durchmesser konnte aus thermodynamischen Betrachtungen in Verbindung mit Beobachtungen der Sternbedeckung vom 2. Mai 2009 ein Wert von 137 ± 8 km sowie für die Albedo ein Wert von etwa 0,05 angegeben werden.
Zwischen 2012 und 2018 wurden mit der All-Sky Automated Survey for Supernovae (ASAS-SN) auch photometrische Daten von 20.000 Asteroiden aufgezeichnet. Auf mehr als 5000 davon konnte erfolgreich die Methode der konvexen Inversion angewendet werden, darunter auch (159) Aemilia, für die in einer Untersuchung von 2021 ein verbessertes dreidimensionales Gestaltmodell für zwei alternative Rotationsachsen mit prograder Rotation und einer Periode von 24,479 h berechnet wurde. Aus archivierten Daten des Asteroid Terrestrial-impact Last Alert System (ATLAS) aus dem Zeitraum 2015 bis 2018 konnte in einer Untersuchung von 2022 mit der Methode der konvexen Inversion eine Rotationsperiode von 24,477 h berechnet werden. Im Jahr 2023 wurde aus photometrischen Messungen von Gaia DR3 erneut ein dreidimensionales Gestaltmodell des Asteroiden für zwei alternative Rotationsachsen mit prograder Rotation und einer Periode von 24,477 h berechnet.

## Aemilia-Familie
(159) Aemilia ist das größte Mitglied einer Asteroidenfamilie mit ähnlichen Bahneigenschaften, wie eine Große Halbachse von 3,09–3,13 AE, eine Exzentrizität von 0,11–0,12 und eine Bahnneigung von 4,8°–5,2°. Der Aemilia-Familie wurden im Jahr 2014 45 Mitglieder zugerechnet. Möglicherweise ist sie als ein Teil der größeren Hygiea-Familie anzusehen.